# Tatra 75

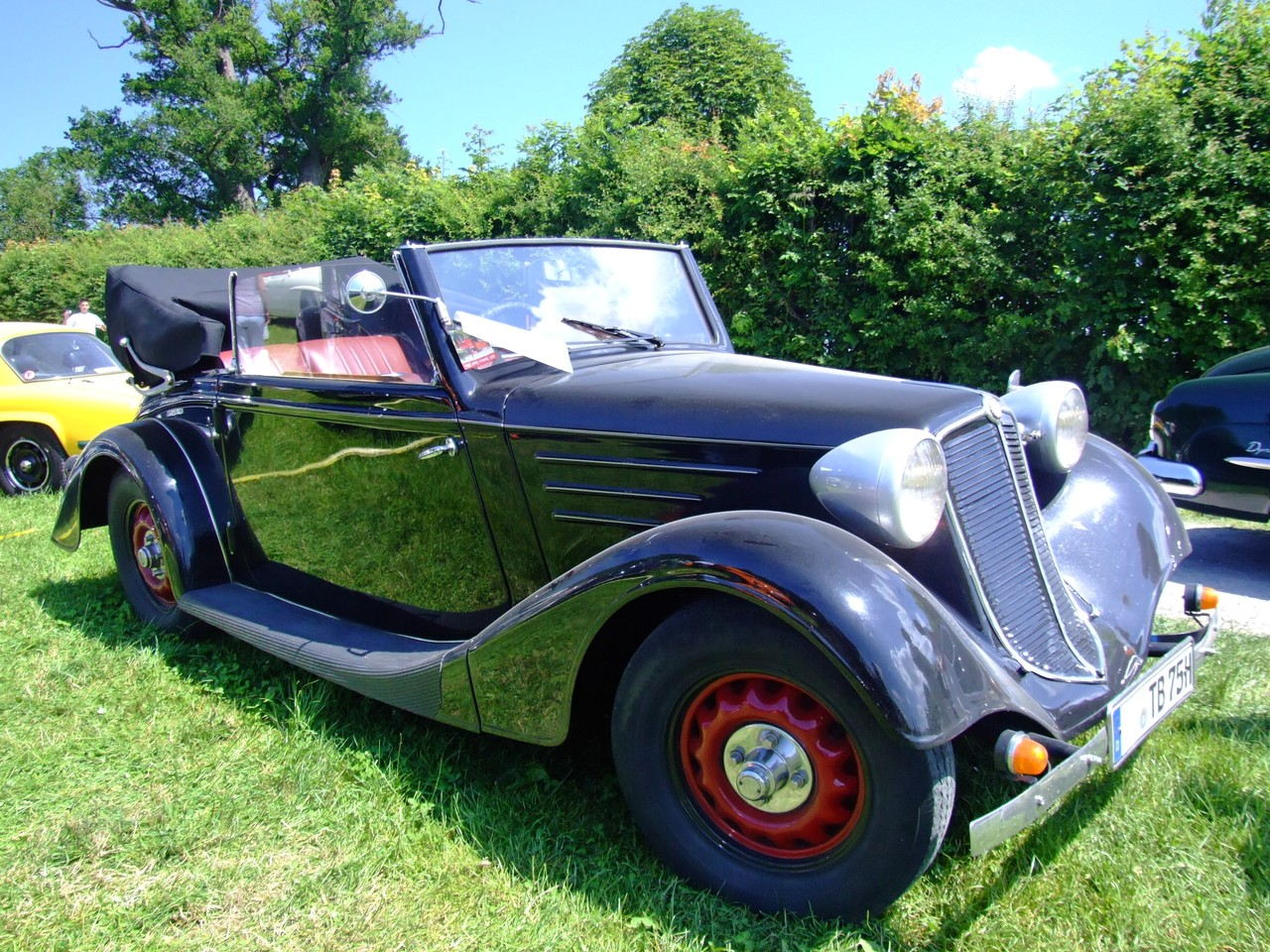
Tatra 75 Cabrio (1936)

Der Tatra 75 ist ein Automobil von Tatra in Kopřivnice in der Tschechoslowakei, das von 1934 bis 1942 in Serie gebaut wurde. Es löste den Tatra 54 ab.
Das Fahrzeug hat einen obengesteuerten, luftgekühlten Vierzylinder-Boxermotor mit 1688 cm³ Hubraum und 30 PS (22 kW) Leistung. Der neu entwickelte Motor mit zweifach gelagerter und dreifach gekröpfter Kurbelwelle hat Leichtmetall-Zylinderköpfe und treibt über eine Einscheiben-Trockenkupplung, ein Vierganggetriebe mit Mittelschaltung und schaltbarem Freilauf über eine Welle im Zentralrohr des Rahmens die Hinterräder an. Die Höchstgeschwindigkeit des ca. 1200 kg schweren Wagens liegt bei 90–100 km/h. Das Fahrgestell hat ein Zentralrohr, eine Vorderachse mit zwei Querblattfedern und eine gelenklose Pendelachse hinten, ebenfalls mit Querblattfeder. Es sind Stahlscheibenräder eingebaut. Im Unterschied zu den Vorgängern haben alle Tatra 75 eine Hydraulikbremsanlage und eine V-förmige Kühlerattrappe. Motorhaube, Frontgrill und Kotflügel waren in einem Stück hochklappbar.
Es wurden verschiedene 4- und 6-sitzige Limousinenaufbauten, letztere auf verlängertem Fahrgestell, angeboten. Innerhalb von neun Jahren wurden insgesamt 4501 Exemplare hergestellt.
Nachfolger dieses Modells war ab 1947 der anders konzipierte Typ 600 Tatraplan mit Heckmotor.